# Arnold Hecht
Arnold Hecht auch Arend Hecht († 6. April 1411 in Danzig, Deutschordensstaat) war Bürgermeister der Rechtstadt Danzig von 1407 bis 1411.

## Leben
Hecht wurde 1392 Schöffe und 1393 Ratsherr der Rechtstadt Danzig. 1398 wurde er vom Hochmeister Konrad von Jungingen zu einem der Befehlshaber der Ordensflotte im Kampf gegen die Vitalienbrüder vor Gotland ernannt. 1400 wurde er Richter in Danzig. 1406 befehligte er eine Flotte des Deutschen Ordens gegen die Vitalienbrüder vor Friesland.
Arnold Hecht wurde 1407 zu einem der vier Bürgermeister der Rechtstadt Danzig gewählt. In diesem Jahr verhandelte er mit Vertretern der englischen Krone im Auftrag des Ordens in Den Haag.
Nach der Schlacht bei Tannenberg 1410 unterstellte er die Stadt Danzig zusammen mit dem Bürgermeister Letzkau dem polnischen König. Nach dem Ersten Frieden von Thorn 1411 wurde die Stadt wieder dem Orden unterstellt. Es kam zu heftigen Auseinandersetzungen zwischen dem neuen Ordenskomtur von Danzig, Heinrich (der Jüngere) von Plauen, und der Stadt. Nach einem Befriedungsangebot Heinrichs von Plauen lud dieser die Bürgermeister Conrad Letzkau und Arnold Hecht sowie den Ratsherrn Bartholomäus Gross auf sein Schloss. Dort wurden die drei noch am selben Tag getötet. Die Tat wurde zunächst geheim gehalten, nach drei Tagen wurden die Leichen schließlich freigegeben.
Arnold Hecht liegt mit Konrad Letzkau nahe dem Hauptaltar in der Marienkirche in Danzig bestattet. Die Inschrift lautet: Hic iacent Honorabiles Viri Conradus Letzkau et Arnoldus Heket, Proconsules Civitatis Dantzke, qui obierunt Feria Secunda post Festum Palmarum, Anno Domini 1411. Orate pro eis. (Hier liegen die ehrenwerten Herren Conradus Letzkau und Arnoldus Heket, die gestorben sind am zweiten Montag nach Palmsonntag im Jahre des Herrn 1411. Betet für sie.).